# Espectáculo de medio tiempo del Super Bowl LV
El espectáculo de medio tiempo del Super Bowl LV se llevó a cabo el 7 de febrero de 2021 en el Raymond James Stadium, ubicado en la ciudad de  Tampa (Florida), como parte de la 55.ª edición del Super Bowl. La actuación fue encabezada por el cantautor canadiense The Weeknd. El espectáculo tuvo una duración de 14 minutos y fue dirigido por Hamish Hamilton. Durante la presentación, el artista utilizó la chaqueta roja que caracterizó el período de promoción de su álbum After Hours (2020) e interpretó varios de sus mayores éxitos como «Earned It», «The Hills», «Starboy» y «Blinding Lights».
El espectáculo tuvo una respuesta mixta tanto de la crítica como del público, con comentarios alabando los aspectos técnicos y la puesta en escena, pero mencionando que en general no estuvo a la altura de varios espectáculos anteriores y dudando sobre el potencial de The Weeknd de actuar en directo. Por otra parte, obtuvo tres nominaciones a los Premios Primetime Emmy.

## Antecedentes y desarrollo

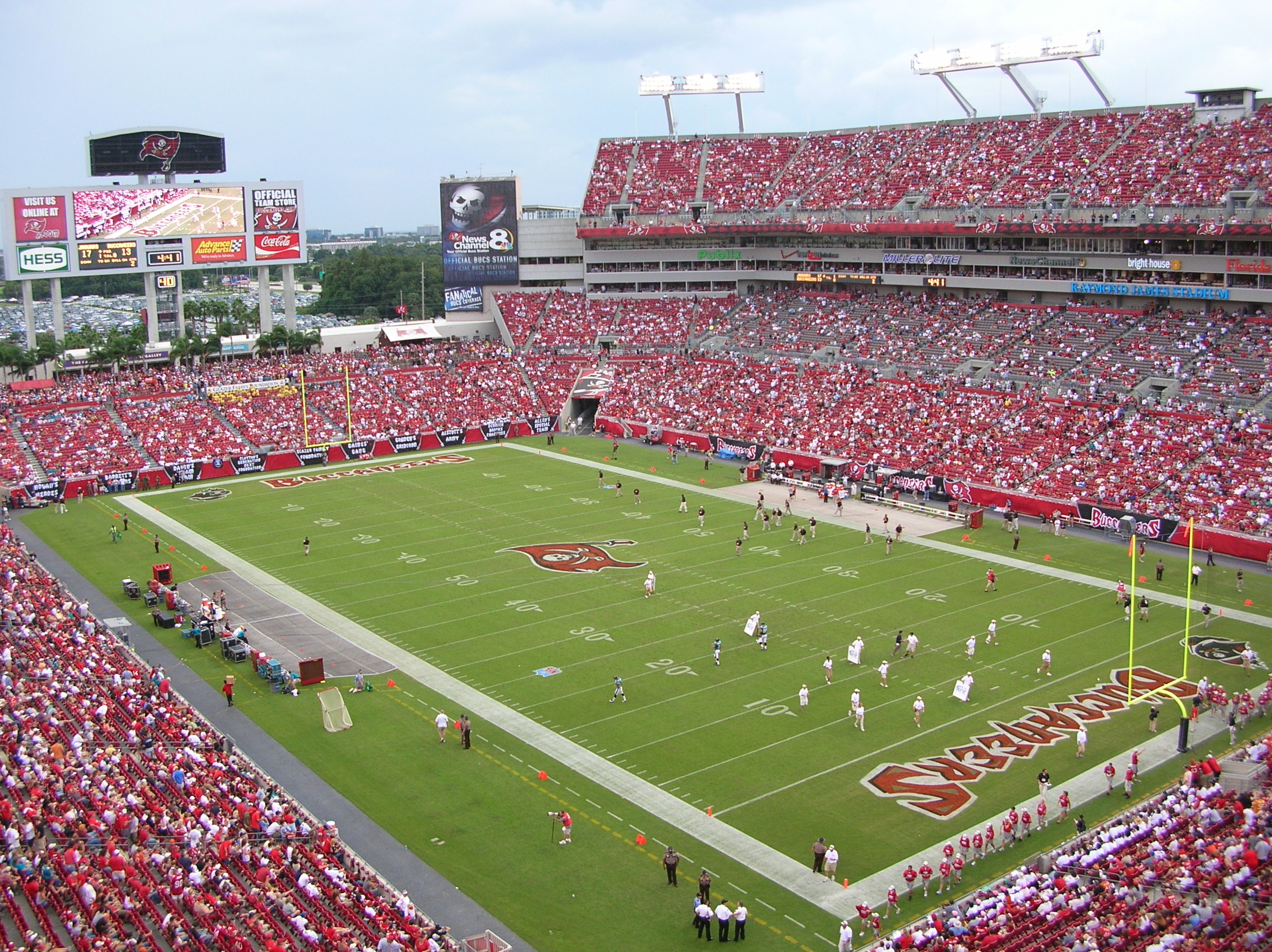
Raymond James Stadium, lugar donde se llevó a cabo la actuación.

### Anuncio
Hacia mediados de octubre de 2020, la National Football League (NFL) lanzó un comunicado advirtiendo que el Super Bowl LV, que estaba programado para llevarse a cabo el 7 de febrero de 2021 en el Raymond James Stadium de Tampa (Florida), podría ser retrasado debido a la pandemia de COVID-19. Los productores del evento comentaron que se estaba debatiendo la posibilidad de realizar el partido con menos público y sin un espectáculo de medio tiempo por el temor a provocar un contagio masivo. A pesar de ello, el 12 de noviembre, la NFL y Pepsi anunciaron a The Weeknd como el artista que encabezaría la actuación de medio tiempo del evento, el cual aún se llevaría a cabo en la fecha estipulada y sería dirigido por Hamish Hamilton, producido por Jesse Collins y patrocinado por Pepsi y Roc Nation. Con ello, The Weeknd se convirtió en el primer artista canadiense en encabezar el espectáculo desde Shania Twain en 2003.

### Preparativos
Pese a que la NFL incurre con la mayor parte de los costos de los espectáculos de medio tiempo, The Weeknd comentó durante una entrevista el 28 de enero de 2021 con la revista Billboard que había invertido 7 millones de dólares para «realizar la actuación tal como la había imaginado». De igual forma, añadió que su equipo estaba buscando la forma de hacer el espectáculo «lo más cinemático posible» para aquellos que lo verían desde sus hogares. Aunque originalmente se había reportado que la actuación duraría 24 minutos (el doble que en años anteriores), esto finalmente fue descartado y se estableció que tendría la misma duración de 12 a 13 minutos de los espectáculos anteriores. Debido a la pandemia de COVID-19, la NFL decidió que el partido del Super Bowl se celebraría con solo 22 000 personas, apenas un tercio de la capacidad del Raymond James Stadium. Sobre esto, Jesse Collins, el productor de la actuación, comentó que: «Usaremos al estadio para presentar el espectáculo de una forma nunca vista antes. En lugar de enfocarnos en lo que no podemos hacer, estamos viendo las oportunidades que se nos presentan por lo que tenemos que lidiar».
Durante la rueda de prensa previa al espectáculo, llevada a cabo el 4 de febrero, The Weeknd explicó que la actuación «contaría la historia de una mala noche en Las Vegas», la cual había estado siguiendo durante todo el período de promoción de su álbum After Hours (2020). Asimismo, pese a los rumores de que habría participaciones especiales de Doja Cat, Lana Del Rey, Ariana Grande, Daft Punk y Rosalía, el cantante confirmó que no tendría ningún invitado, puesto que «no encajaban con la narrativa de la historia que quería contar con la actuación». De este modo, The Weeknd se convirtió en el sexto solista en encabezar el espectáculo sin invitados, tras Michael Jackson (1993), Diana Ross (1996), Paul McCartney (2005), Lady Gaga (2017) y Justin Timberlake (2018).

## Actuación
La presentación, a diferencia de los espectáculos de medio tiempo convencionales, no se llevó a cabo en el campo del estadio sino en las gradas. La actuación inició con The Weeknd en un convertible con una escenografía inspirada en Las Vegas mientras un coro recita parte de «Call Out My Name». Luego se traslada al escenario principal donde canta «Starboy» seguida de «The Hills», ambas acompañado de un coro. Tras ello, el cantante vuelve a la parte trasera del escenario, que ahora es un laberinto de espejos, y allí canta «Can't Feel My Face» mientras el laberinto se llena con imitadores. De vuelta en el escenario principal, el artista canta «I Feel It Coming» con un lanzamiento de fuegos artificiales, que continúa con «Save Your Tears». Posteriormente, el coro inicial se convierte en una orquesta y se presenta «Earned It». Después, un gran grupo de imitadores bailan en el campo del estadio mientras suena «House of Balloons», y The Weeknd finalmente desciende al campo para cerrar con «Blinding Lights». A lo largo de la presentación, solo utilizó un traje negro con una chaqueta roja, el atuendo característico de la promoción de su álbum After Hours (2020).

## Recepción

### Comentarios de la crítica
Dominic Patten de Deadline Hollywood alabó los aspectos técnicos de la actuación y notó influencias de los espectáculos ofrecidos por Diana Ross en 1996 y Prince en 2007. James Dator describió el espectáculo como «extraño, pero de alguna manera brillante». Nate Scott de USA Today criticó el manejo de cámaras a lo largo de la presentación diciendo que «en lugar de hacer la dinámica divertida, terminó siendo desordenada y provocando náuseas», y también sostuvo que «la presentación en general no fue buena y creo que hubiera sido mejor si solo reproducían sus canciones para el público». Karamo Brown la describió como «decepcionante y vacía». Joe Rivera de Sporting News comentó que «The Weeknd cantó solo, así que no tiene a nadie a quien culpar, y aunque la mayor parte del tiempo la presentación fue diferente y llena de energía, no salió tan bien considerando el dinero invertido, tal vez le hicieron falta unos días más para prepararla». Mikael Wood de Los Ángeles Times afirmó que «tomando en cuenta las limitaciones por la pandemia de COVID-19, era imposible que la actuación de The Weeknd estuviera a la altura de los mejores espectáculos de medio tiempo» y añadió que fue «oscura pero algo divertida, y sin duda extraña, reflejando cómo son los tiempos con el COVID tanto en emociones como en logística». Britt Julious de Chicago Tribune dijo que: «Sin duda hubo un espectáculo con todos los fuegos artificiales y el escenario, ¿pero es realmente The Weeknd un artista? No realmente, o al menos basándonos en esta actuación. Y es más sorprendente al saber la cantidad de dinero invertido o lo que otros artistas como Lady Gaga o Prince hicieron estando también solos. Fue mucho dinero mal gastado».
Bobby Olivier del diario True New Jersey escribió que: «Debido a su éxito, The Weeknd parecía la opción ideal para el Super Bowl, pero hay un problema: no es particularmente dinámico actuando en vivo. Sí, tiene muchos temas que destacaron por sí solos, pero fuera de ello, no hubo coreografías emocionantes, un canto apasionado, ni siquiera un guiño a su país de origen o a la situación con la pandemia de COVID-19. En su lugar, tuvimos un manejo de cámara desastroso y tomas que parecían vídeos de TikTok». Jim Harrington de The Mercury News aseguró que «la presentación fue sólida, pero no fue digna de ser un espectáculo de medio tiempo». George Varga de Chicago Sun-Times expresó que: «Tras la controversia con los premios Grammy, The Weeknd tenía mucho que probar, pero no entregó lo suficiente y la presentación fue decepcionante».
Mesfin Fekadu de Associated Press dijo que: «El espectáculo de medio tiempo de The Weeknd se quedó corto para ser un evento del calibre del Super Bowl, y en su lugar, se vio opacado por el himno nacional de Jazmine Sullivan y Eric Church. Con tantos éxitos en su haber, la actuación debió haberse llevado la medalla de oro, pero sin duda no la ganó, ni siquiera la de plata o la de bronce. Pareció una actuación que verías en los MTV Video Music Awards o los Billboard Music Awards, no en el Super Bowl. Quién sabe si fue por las restricciones del COVID-19, pero lo cierto es que debió haber tenido invitados».

### Controversia con los premios Grammy
El 24 de noviembre de 2020, fueron anunciados los nominados para los premios Grammy de 2021. The Weeknd, quien era uno de los favoritos a llevarse la mayor cantidad de nominaciones en la ceremonia, finalmente no obtuvo ninguna, lo cual causó confusión y disgusto entre la prensa y el público. Poco después del anuncio, TMZ publicó un artículo asegurando que a The Weeknd se le había dado un ultimátum de entre cantar en el espectáculo de medio tiempo del Super Bowl o en los premios Grammy, a lo que el cantante presuntamente escogió el Super Bowl. Esta decisión, según TMZ, causó disgusto entre los directivos de los Grammy, quienes decidieron omitir las nominaciones del cantante en todas las categorías. Al respecto, The Weeknd se manifestó a través de Twitter tachando de «corruptos» a los Grammy y diciendo que llevaba varias semanas planificando su presentación en el evento. El presidente de The Recording Academy, Harvey Mason Jr., respondió ante tales acusaciones diciendo que el proceso de votación para las nominaciones había concluido antes del anuncio de que The Weeknd encabezaría el espectáculo de medio tiempo, pero que entendía que el artista estuviera «decepcionado» por no haber sido nominado. Además, Mason negó que la Academia tuviese cualquier problema con el cantante presentándose en ambos eventos, ya que los Grammy originalmente se celebrarían una semana antes que el Super Bowl. Varias celebridades se manifestaron en apoyo a The Weeknd, entre estas Drake, Elton John y Scooter Braun.
El 5 de enero de 2021, la ceremonia de entrega de los premios Grammy fue pospuesta al 14 de marzo debido al aumento de casos de COVID-19 en Los Ángeles, ciudad donde se llevaría a cabo el evento.

## Impacto
Tras la actuación, el catálogo completo de The Weeknd vendió 36 500 copias en los Estados Unidos, lo cual supuso un aumento del 385% comparado a las 7500 copias vendidas el día previo al evento. De dicha cantidad, 32 500 copias fueron de sus canciones, que marcó un aumento del 454% comparadas a las 6000 del día previo, mientras que 4000 de sus álbumes, siendo un aumento del 138% a las casi 2000 del día anterior. De las canciones interpretadas, «Blinding Lights» vendió la mayor cantidad con 10 000 copias (aumento del 423%), seguida por «Save Your Tears» con 4000 (aumento del 245%), «Can't Feel My Face» con 3500 (aumento del 987%), «Earned It» con 3000 (aumento del 1240%), «Starboy» con 2500 (aumento del 1175%), «I Feel It Coming» con 2400 (aumento del 1021%) y finalmente «The Hills» con 2000 (aumento del 771%). Entre sus álbumes, The Highlights (2021) vendió 1500 copias (aumento del 120%), mientras que After Hours (2020) vendió 1000 (aumento del 67%).
En la semana completa, «Blinding Lights» consiguió vender 30 000 copias en los Estados Unidos (aumento del 247%) y tuvo 21.8 millones de streams (aumento del 45%), con lo que se mantuvo en el tercer puesto del Billboard Hot 100. Por su parte, «Save Your Tears» vendió 14 000 copias (aumento del 152%) y tuvo 21.7 millones de streams (aumento del 45%), con lo que subió del puesto ocho hasta el cuatro del Billboard Hot 100, su mejor posición hasta ese momento. De igual forma, The Highlights debutó en el segundo puesto del Billboard 200 con 89 mil unidades vendidas.

## Lista de canciones
1. «Starboy»
2. «The Hills»
3. «Can't Feel My Face» (contiene elementos de «After Hours»)
4. «I Feel It Coming»
5. «Save Your Tears»
6. «Earned It»
7. «Blinding Lights» (contiene elementos de «House of Balloons»)

Fuente: Rolling Stone.

## Premios y nominaciones
| Año  | Premiación   | Categoría                                                      | Resultado | Ref.  |
| ---- | ------------ | -------------------------------------------------------------- | --------- | ----- |
| 2021 | Premios Emmy | Mejor Especial de Variedades (En Vivo)                         | Nominado  | [ 4 ] |
| 2021 | Premios Emmy | Mejor Diseño y Dirección de Luces en un Especial de Variedades | Nominado  | [ 4 ] |
| 2021 | Premios Emmy | Mejor Dirección en un Especial de Variedades                   | Nominado  | [ 4 ] |